# Campus (serie animata)
Campus (カンプス?, Kyanpasu) è un OAV di genere hentai in due episodi uscito nel 2000. La trama della vicenda è caratterizzata da frequenti rapporti sessuali, sesso orale e masturbazione e ruota tutt'attorno ad uno studente di college di nome Takakage.

## Trama
La storia si apre durante l'epoca Sengoku in Giappone. L'atmosfera è di attesa e i soldati di un certo clan si stanno preparano per la battaglia finale che si dovrà svolgere la mattina seguente; Genshiro, un samurai, si trova in compagnia della sua ragazza Ayame, la quale teme per la vita dell'amato. Il giovane propone un incontro amoroso e lei accetta: passano tutta la notte abbracciati assieme e facendo l'amore.
La scena si sposta ai giorni nostri a Tokyo dove il protagonista della storia, Takakage Takasaka, si sveglia rendendosi conto di aver appena fatto un sogno erotico; talmente vivido che continua per un bel pezzo a confonderlo continuando a chiedersi se era stato tutto davvero solamente un sogno oppure se era realmente accaduto. Sceso in cucina fa colazione con la sua sorellastra Maiko; egli racconta dei propri progetti di entrar all'università d'arte.
Si dirigono a scuola assieme e per la via incontrano l'amica d'infanzia Mayumi; la ragazza afferma d'esser in grado di vedere il futuro e predice a Takakage che si sta per fare la conoscenza di una bella ragazza di cui ben presto s'innamorerà. In seguito giunge anche l'amico maniaco di Takakage, Tateno; questi cerca di flirtare con Maiko, la quale si rende conto ch'egli ha avuto lo stesso sogno del fratello.
Poco dopo Takakage incontra una bellissima ragazza di nome Ayame, che appare esattamente come la ragazza del suo sogno.

## Personaggi
- Takakage: molto bello, riesce ad avere facilmente rapporti sessuali con varie ragazze. La sua amica Mayumi gli predice che cadrà innamorato di una bella donna; più tardi la profezia s'avvera e conosce Ayame. Dopo la sua morte la sorellastra gli dice che lei stessa ne è divenuta l'incarnazione, finendo così per avere un rapporto sessuale tra loro.
- Mayumi: amica d'infanzia di Takakage ed ha fin da allora una cotta per lui. Lei cerca di nascondere il fatto il più possibile ma in seguito non può resistere alla tentazione e cambia il proprio look per assomigliare ad un innocente ragazza, nuova compagna di scuola di nome Chisato. Così travestita riesce a trascinare Takakage in un love hotel dove fanno l'amore: rivelatasi infine come Mayumi confessa i propri sentimenti per lui. Ma Takakage la rifiuta in quanto non riesce a vederla come fidanzata.
- Maiko: all'inizio della serie si presenta al pubblico come sorella del protagonista, nei cui confronti si preoccupa molto. Dopo un po' la ragazza comincia ad avere desideri sessuali sempre più espliciti verso Takakage, pensando sempre al modo in cui trascinare il fratello a letto. Questi pensieri gli mettono però paura facendola sentire in colpa; fortunatamente, in seguito si dimostra che loro due non sono realmente fratello e sorella: la giovane può così esprimere liberamente tutti i suoi desideri. Cominciano ad uscire assieme ed infine hanno un rapporto sessuale.
- Ayame: una giovane sacerdotessa che vive all'interno di un santuario, innamorata e promessa di Genshiro, un samurai. Volendo salvare il loro reciproco amore dalla morte lancia un incantesimo d'immortalità il quale però, per errore, viene gettato solamente su se stessa. Non ha così potuto salvare Genshiro e non può neanche più uccidersi a causa dell'incantesimo; dopo più di 400 anni riesce finalmente a re-incontrare la reincarnazione dell'amato nella persona dell'adolescente Takakage e s'innamora così immediatamente di lui. Cercando d'invertire la magia d'immortalità per poter vivere finalmente in pace col ragazzo, provoca invece la propria morte.
- Genshiro: giovane samurai combattente, innamorato di Ayame. Ferito a morte torna al santuario per impedir che l'amata possa esser violentata dai soldati nemici, infine crolla a terra morendo dissanguato.